# Ante Vican
Ante Vican (Vinjani Gornji, 11. lipnja 1926. – Grude, 21. ožujka 2014.) je bio hrvatski filmski i kazališni glumac, rođen u Vinjanima Gornjim, općina Imotski, Hrvatska. Osim što je bio glumac, bio je pisac kazališnih komada i kazališni redatelj. Režirao je i mjuzikle s pjevanjem i baletom.

## Životopis
Rodio se u Vinjanima Gornjim kod Imotskog 11. lipnja 1926. godine. Prvi je hrvatski glumac koji je završio Akademiju dramske umjetnosti u Zagrebu. Upisan je kao student br. 2, jer se nije izdavao broj jedan.
Živio je i radio u Mostaru kao kazališni glumac. Profesionalni rad kazališnog glumca u svezi mu je s Narodnim kazalištem ("Narodnim pozorištem") u Mostaru. 1994. je bio jednim od suosnivača Hrvatskog narodnog kazališta u Mostaru, zajedno sa svojom suprugom Danom Kurbalijom koja je također bila dugogodišnja glumicom mostarskog kazališta.
Bio je redovnim članom Hrvatskog društva za znanost i umjetnost BiH.
Umro je 2014. u staračkom domu u Grudama i pokopan je u rodnim Vinjanima.

## Nagrade
- Dobitnik je Zlatne arene za sporednu mušku ulogu u filmu Zrinka Ogreste "Crvena prašina". Glumu završio u Zagrebu kao prvi diplomirani glumac s diplomom pod rednim brojem 2 jer se broj 1 ne izdaje.
- Nagrada Zlatni smijeh Satiričkog kazališta Jazavac u Zagrebu.
- 27. julska nagradom BiH za životno djelo.
- Zlatni prsten revije Svijet iz Sarajeva
- Nagrada 14. februar grada Mostara za mjuzikl s pjevanjem i baletom Magareći kvartet.
- više od trideset nagrada za glumačka ostvarenja na kazališnim festivalima u Jajcu i Brčkom

## Uloge
Glumio je u brojnim predstavama, serijama i filmovima:
- Crvena prašina kao velečasni Grga
- Naše malo misto kao Ivan Trogiranin
- Nova doba kao fra Stanko
- Mliječni put
- Maršal kao Jole
- Ne naginji se van kao bogati gastarbajter
- Povratak kao policajac
- Prkosna delta kao Marijančić
- Izgubljeni zavičaj kao općinar #1
- Zagrljaj (1988.)
- Magareće godine
- Bravo maestro kao Ivin otac Mate
- Čovik i po kao Cole
- Ljubav i poneka psovka
- Gruntovčani kao Dalmatinac
- Lud, zbunjen, normalan

Ante Vican je unatoč velikoj životnoj dobi bio u kalkulacijama hrvatskih redatelja za snimanje filmova. Antun Vrdoljak namjeravao je 2014. Anti Vicanu ponuditi ulogu u filmu o generalu Anti Gotovini, u kojoj bi odigrao ulogu jednog hrvatskog starog emigranta.

### Kazališni komadi
Kazališni komadi koje je napisao i režirao:
- mjuzikl s pjevanjem i baletom Magareći kvartet
- Para bunci, bunci, bum
- Život i smrt Sokrata
- adaptirao je Hasanaginicu po dramama istog imena koje su napisali Milan Ogrizović i Aleksa Šantić
- Gospodine, u Tebi je moja nada (djelo je o suđenju zagrebačkom nadbiskupu Alojziju Stepincu)

### Ostalo
- "Libar Miljenka Smoje oli ča je život vengo fantažija" kao sudionik dokumentarnog serijala (2012.)